# Бежвенна-Длуґа-Кольонія
Бежвенна-Длуґа-Кольонія (пол. Bierzwienna Długa-Kolonia) — село в Польщі, у гміні Клодава Кольського повіту Великопольського воєводства.
Населення — 514 осіб (2011).

## Демографія
Демографічна структура станом на 31 березня 2011 року:
|          | Загалом | Допрацездатний вік | Працездатний вік | Постпрацездатний вік |
| -------- | ------- | ------------------ | ---------------- | -------------------- |
| Чоловіки | 262     | 57                 | 181              | 24                   |
| Жінки    | 252     | 39                 | 149              | 64                   |
| Разом    | 514     | 96                 | 330              | 88                   |